# St George's Square
St George's Square (in maltese Misraħ San Ġorġ o Pjazza San Ġorġ) è la piazza principale de La Valletta ed è nota anche come Palace Square (in maltese Misraħ il-Palazz) poiché vi si affaccia il Palazzo del Gran Maestro.
La piazza è delimitata da Republic Street a sud-est, Old Theatre Street a sud-ovest, Archbishop Street a nord-est ed è collegata a sud con Republic Square.

## Edifici e monumenti
La piazza è dominata dalla facciata principale del Palazzo del Gran Maestro, che attualmente ospita l'ufficio del Presidente di Malta ed è aperto al pubblico come museo.
All'estremità nord-occidentale della piazza si trova l'edificio della Cancelleria, costruito all'inizio del XVII secolo durante la magistratura di Alof de Wignacourt e oggi conosciuto come Main Guard. L'edificio presenta un portico neoclassico aggiunto all'inizio del XIX secolo ed è considerato un simbolo del periodo del dominio britannico.

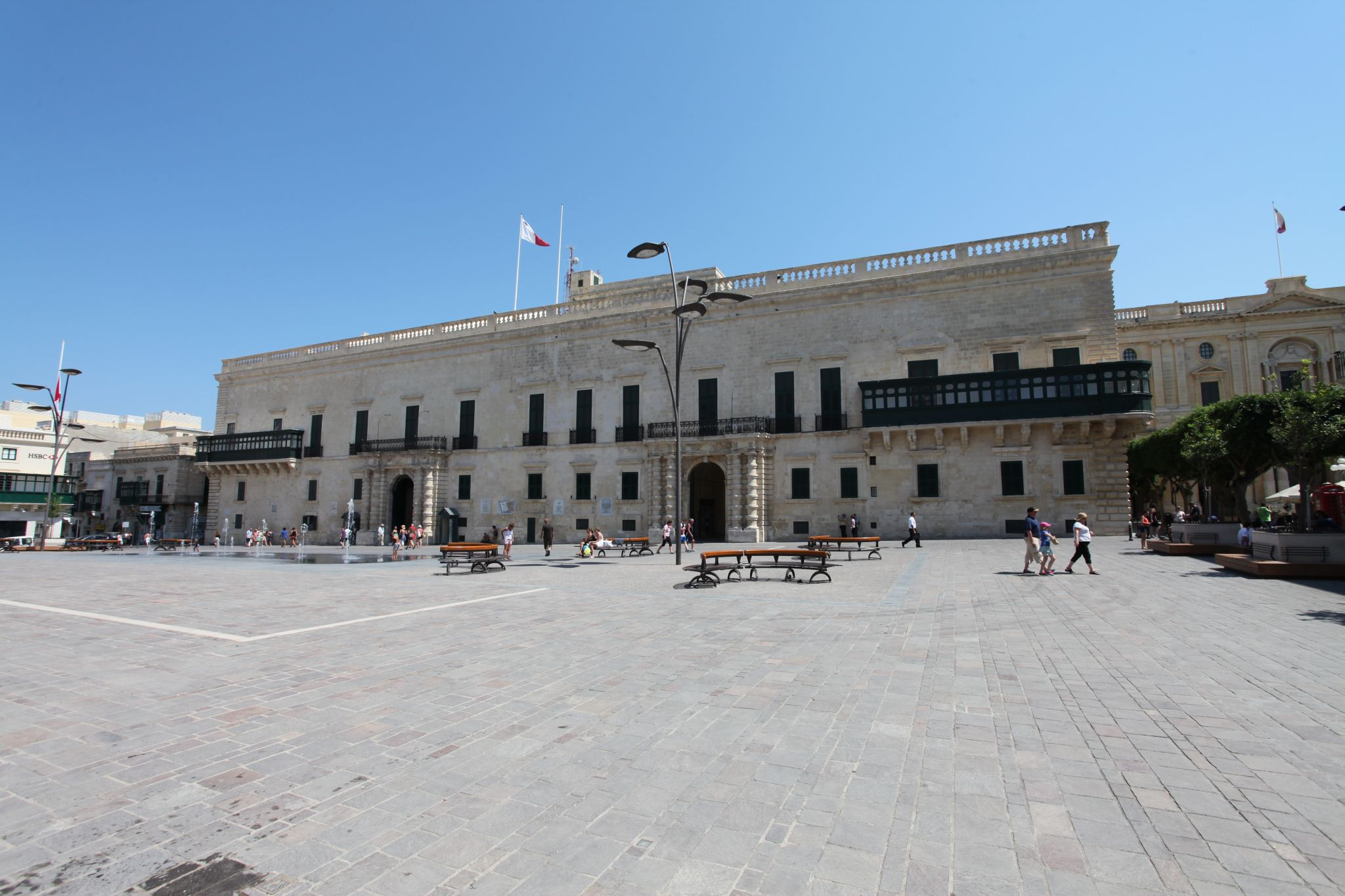
Il Palazzo del Gran Maestro lungo Piazza San Giorgio, fotografata nel 2013

All'estremità sud-occidentale della piazza si trova invece la Casa del Commun Tesoro, che in passato ospitava la tesoreria dei Cavalieri Ospitalieri ed oggi è sede del Casino Maltese.
La piazza ospita anche due fontane del XVIII secolo, costruite durante la magistratura di Emmanuel de Rohan-Polduc, ed un monumento commemorativo dei moti del Sette Giugno.

## Storia
Gli scavi archeologici effettuati nella piazza nel 2009 hanno rivelato che, prima della fondazione de La Valletta nel 1560, il sito era un terreno agricolo. La piazza venne realizzata probabilmente durante la magistratura di Hugues Loubenx de Verdalle e vi era presente una colonna monumentale sormontata dalla statua di un lupo, simbolo di Verdalle, che però oggi non esiste più.
Una fontana alimentata dall'acquedotto Wignacourt fu eretta nella piazza all'inizio del XVII secolo ma venne successivamente rimossa ed oggi si trova nel Giardino di San Filippo a Floriana.
Durante il periodo ospitaliero, la piazza fungeva da mercato degli schiavi e vi si svolgevano le fustigazioni pubbliche degli schiavi e i festeggiamenti del Carnevale, tra cui la kukkanja.
Durante la breve occupazione francese di Malta, la piazza venne ribattezzata Place de la Liberté e il 17 gennaio 1799 fu teatro della messa a morte di 43 ribelli maltesi.
Durante il periodo britannico, la piazza fu spesso utilizzata per cerimonie militari come il cambio della guardia, e Samuel Taylor Coleridge si riferiva allo spazio come "la parata". La piazza fu lo sfondo di diversi episodi degni di nota nella storia maltese, tra cui le rivolte del Sette Giugno del 1919 e la cerimonia di assegnazione della George Cross a Malta nel 1942.
Dagli anni '80 al 2009 la piazza era aperta al traffico veicolare e veniva usata anche come parcheggio ma, nel 2009, il governo maltese ristrutturò e pedonalizzò la piazza, spendendo 1,3 milioni di euro.
Nella piazza si svolgono regolarmente cerimonie, mostre, festival floreali ed eventi musicali.